# Många vackra stunder
Många vackra stunder, släppt 2001, är ett album av Mona G:s orkester. 

## Spår
1. Många vackra stunder
2. Lite av din tid lite av din kärlek
3. Jag ångrar ingenting
4. Bortom natten finns en dag
5. Inget att förlora
6. Jag hörde änglarna sjunga
7. Aldrig nån som du
8. Nån borde säga
9. Du kom med livet
10. Med dig är himlen alltid blå
11. Ung blåögd och blyg
12. Vid älvens strand
13. Dig ska jag älska all min tid

### Fotnoter
1. ↑  ”Dansweb”. Arkiverad från originalet den 5 mars 2016. https://web.archive.org/web/20160305054847/http://www.dans-web.nu/skivor/index.php?pid=view&ref_cd=9. Läst 10 juni 2011.
2. ↑  ”Dansbandsbloggen”. 12 januari 2006. Arkiverad från originalet den 20 augusti 2010. https://web.archive.org/web/20100820161229/http://www.dansbandsbloggen.se/2006/01/dubbelt-jubileum-fr-mona-g.html. Läst 10 juni 2011.
3. ↑  ”Svensk mediedatabas”. http://smdb.kb.se/catalog/id/001547365. Läst 10 juni 2011.
4. ↑  ”Mona Gustafsson”. Arkiverad från originalet den 25 maj 2012. https://archive.is/20120525154035/http://www.monags.se/skivor/visa_skiva.asp?NAMEID=59. Läst 10 juni 2011.